# 2020年巴格达国际机场空袭

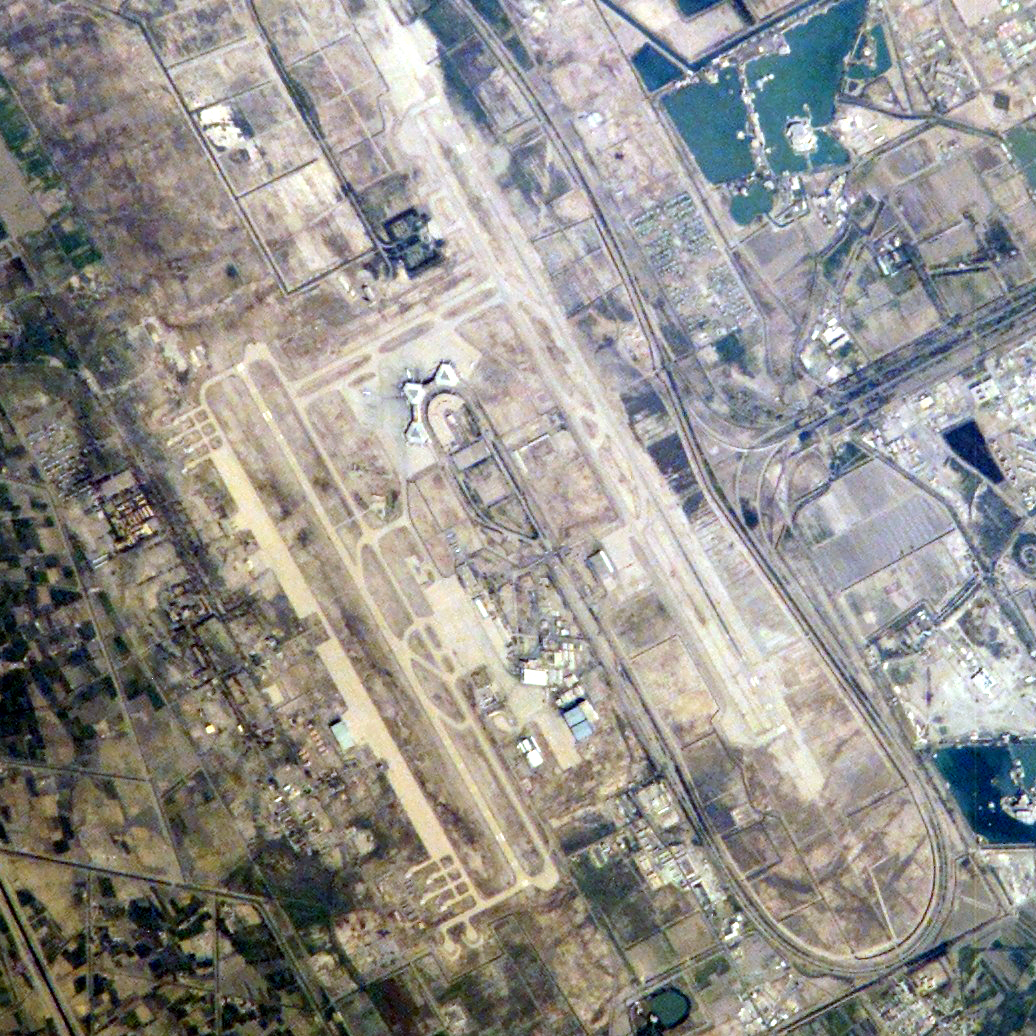
巴格达国际机场及附近地区卫星图。

2020年巴格达国际机场空袭，是2020年1月3日，在美国和伊朗日益紧张的局势之下，美軍对正对伊拉克进行工作访问的伊朗伊斯兰革命卫队和聖城軍指挥官卡西姆·蘇萊曼尼少将的一次刺杀行动。美军通过对巴格达国际机场附近行进的车队发起一次无人机空袭成功完成击杀行动。同时，伊拉克人民動員部队副指挥官兼真主黨旅創始人阿布·马赫迪·穆罕迪斯、四名伊朗高级军官和四名伊拉克军官在内的9名乘客亦同时身亡。

## 背景

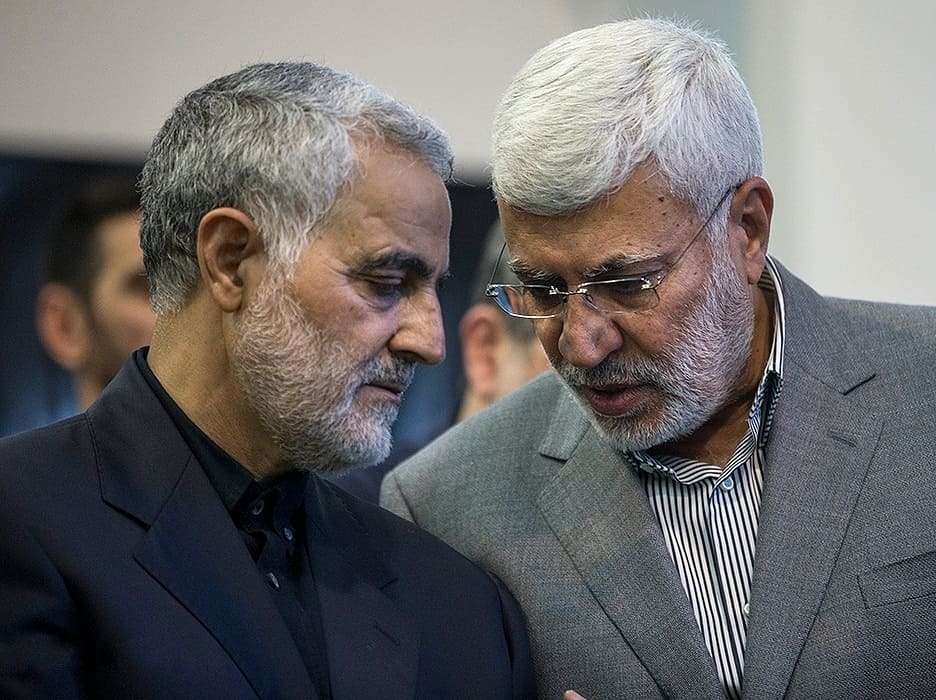
伊朗伊斯兰革命卫队圣城军指挥官卡西姆·蘇萊曼尼（左）与伊拉克人民動員部队副指挥官阿布·马赫迪·穆罕迪斯（右），二人在此次事件中被杀。

2019年10月，蘇萊曼尼在伊拉克与真主党旅成员会面，讨论将来针对美国的袭击计划。蘇萊曼尼选择真主党旅是因为他认为该组织拥有可以帮助火箭发射器定位目标的无人机，因此美国人很难发现该组织。蘇萊曼尼在当年秋季向其盟友提供了无人机。
12月27日，美国位于伊拉克北部基尔库克省的空军基地遭到30枚火箭弹袭击，1名美国国防承包商身亡，4名美军士兵和2名伊拉克安全部队人员受伤。此外，该基地驻扎有美国参与坚定决心行动的人员。美国指责伊朗支持的真主党旅实施了此次袭击。一名匿名的美国高官亦表示12月27日前的两个月已经发生了11次针对驻扎在伊拉克各地基地坚定决心行动人员的袭击行动，美国将其中多数归结于真主党旅所为。29日，美国在叙利亚和伊拉克发动空袭作为回应，击毙伊朗支持的真主党旅25名民兵，打伤55人。
31日，在为真主党旅死者举办葬礼后，数十位什叶派民兵及其支持者前往伊拉克绿区包围了美国大使馆，示威者冲破检查点大门并在接待处放火并升起了人民動員部队的军旗，张贴反美海报和反美涂鸦，美国总统特朗普指责伊朗为幕后主使，伊朗外交部否认伊朗与此次抗议活动有关。
此次行动前数月，蓬佩奥已多次和特朗普讨论杀死苏莱曼尼，但未获得特朗普和其国防团队的支持。在12月末针对真主党旅的轰炸发生后，特朗普在海湖庄园召开安全会议，与安全顾问、国务卿蓬佩奥、国防部长马克·埃斯柏、参谋长联席会议主席马克·米利讨论如何回应伊朗在伊拉克的反美袭击活动。其中杀死苏莱曼尼只是特朗普的众多选项之一，但特朗普选择了该选项，可能是想表现得更果断，因為在上一次伊朗击落美国无人机事件中，特朗普暫緩打击活动，导致来自媒体的负面报道。与特朗普交流过的国会议员和助手也称特朗普同时也考虑到了2012年的班加西事件。
在決定暗殺蘇萊曼尼後，特朗普命令中央情报局和美国情报机构提供苏莱曼尼的行踪，发现他在从大马士革飞往巴格达的航班上，准备与伊拉克民兵召开会议。如果苏莱曼尼与亲美的伊拉克政府官员会面，就会取消此次打击行动。

## 经过
2020年1月3日，一架美国MQ-9“收割者”无人侦察机在伊拉克巴格達國際機場附近向苏莱曼尼的车队发起攻击，苏莱曼尼死于空袭。一同丧生的还有伊拉克人民動員部隊副指揮官阿布·马赫迪·穆罕迪斯。
伊拉克总理阿迪勒·阿卜杜勒-迈赫迪在伊拉克议会特别会议上表示，苏莱曼尼此行是应伊拉克政府邀请访问伊拉克，为缓解关系紧张的沙特阿拉伯和伊朗关系，专程传达伊朗给沙特的回信。伊拉克总理迈赫迪当天原定与苏莱曼尼举行会谈，谁知刚到巴格达机场，苏莱曼尼就遭美军暗杀。

## 后续

### 1月4日－5日

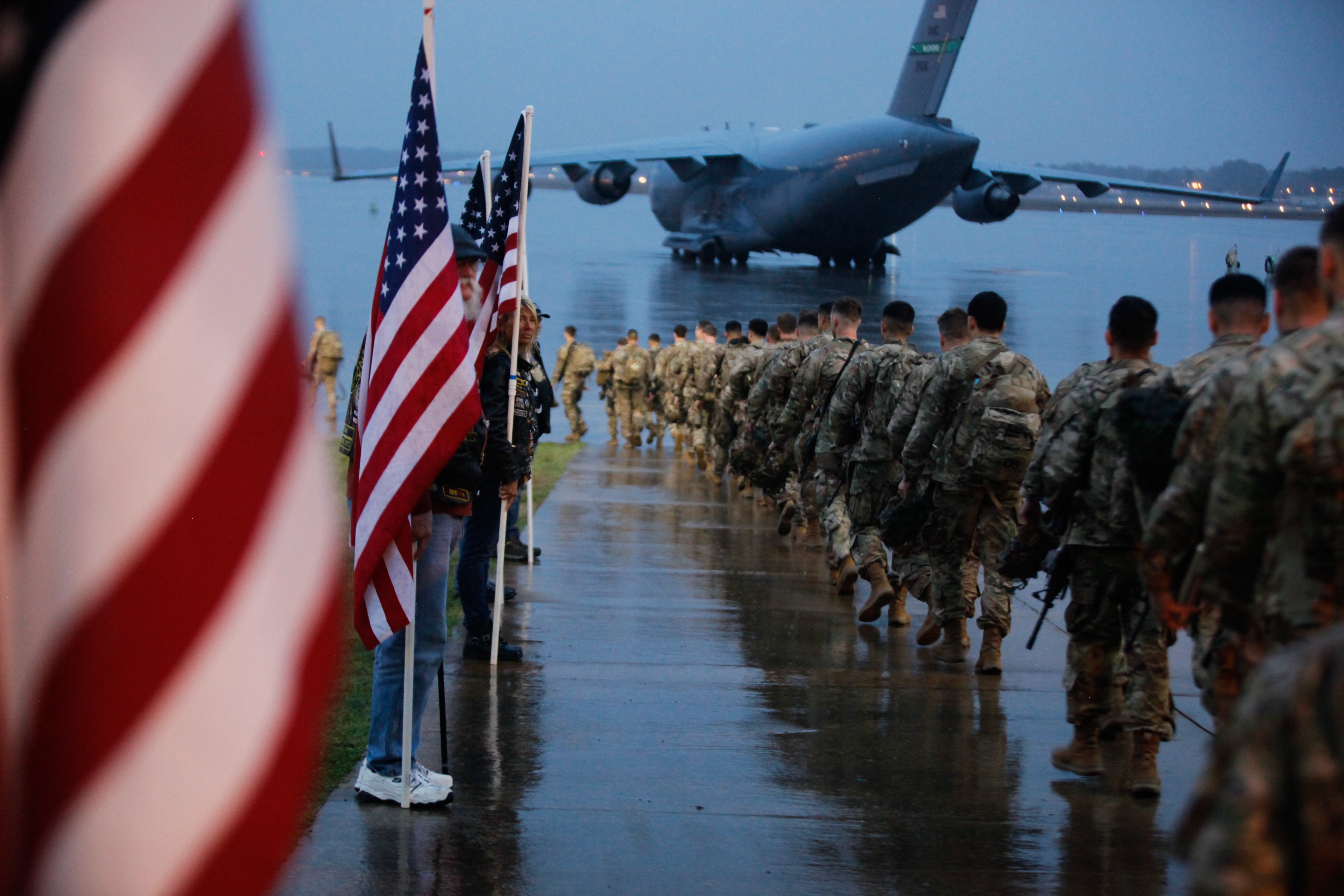
1月4日，美国陆军第82空降师第1旅级战斗队增兵3500人至伊拉克。

1月4日，伊朗追授蘇萊曼尼為中將，最高領袖阿里·哈梅內伊宣布全國哀悼3日，並宣稱發動襲擊的「罪犯」將會面臨嚴厲報復，又任命伊斯梅爾·賈尼为苏莱曼尼的继任人。
1月4日傍晚，巴格达绿区受到迫击炮弹襲擊，但是迫击炮弹并未造成人员伤害。另外巴格达北方的巴拉德美军空军基地亦遭到几枚火箭弹攻击。
为应对后续局势，美国国防部宣布部署第82空降师3500人至该地区。

### 1月6日－7日
1月6日，伊朗政府宣布，伊朗暂停履行《伊朗核问题全面协议》第五阶段对伊限制措施，伊朗持有离心机的数量将不再有任何限制。
1月6日，伊拉克议会通过一项决议，敦促政府要求美国从伊拉克撤军，并结束就打击伊斯兰国与国际联军签署的相关安全协议。
1月7日，德国国防部发言人表示，德国将撤出部分驻伊拉克德军，约有30名驻扎在巴格达和塔吉的士兵将被转移到约旦和科威特，并补充说撤离将“很快”开始。加拿大国防部同日表示，由于安全考虑，将撤出部分驻伊加军，但并未透露撤军人数。澳大利亚外交部部长佩恩表示，一旦伊拉克议会通过法案，澳大利亚将不得不考虑被迫从伊拉克撤军的可能性。与此同时，美国主导的国际联军联合特遣队－坚决行动7日决定，将其伊拉克指挥中心从伊拉克巴格达转移到科威特首都科威特城。
1月7日，伊朗议会将美國國防部及美國陸軍列为恐怖组织，並通過法案向伊朗聖城旅提供2.63億美元資金，加強其防衞力量。

### 1月8日
1月8日，伊朗朝美軍駐伊拉克的阿薩德空軍基地、埃尔比勒空军基地發射多枚導彈。美国国防部称伊朗从本土向盟军基地发射不止十几枚弹道导弹。伊朗革命卫队予以證實，並表示向美军基地发射导弹是为了复仇。稍后，伊朗外交部长扎里夫在推特回应称，这是“伊朗根据《联合国宪章》第51条采取的适当自卫措施”，针对的是对伊朗公民和高级官员们发动武装袭击的美军基地。现在自卫措施已经完成，“我们不寻求（局势）升级或（发动）战争，但将保卫自己不受任何形式的侵犯。” 
同日，在伊朗报复性空袭美国驻伊空军基地后，一位美国官员称，初步评估报告显示，阿萨德空军基地有部分伊拉克人伤亡，但未有美国人伤亡情况出现。而目前还没有埃尔比勒基地的伤亡评估报告。美国总统特朗普表示，目前正在评估人员伤亡和损失，他将在美国当地时间8日早晨对此事件发表声明。
美国福克斯新闻消息称，美国中央司令部发言人表示，伊朗共向伊拉克发射了15枚弹道导弹，其中10枚导弹击中了阿萨德空军基地，1枚击中了埃尔比勒军事基地，另外4枚未能击中目标，袭击造成1架美国空军战机被击毁。1月8日10时，伊朗法尔斯通讯社消息称，伊朗伊斯兰革命卫队情报机构表示，到目前为止，阿萨德基地内至少有80名美国军人被杀、200人受伤。伤者被直升机带出基地。该知情人士补充说，基地内的20个重要目标被15枚导弹击中，大量的无人机和直升机被摧毁，美国则随后否认，表示未有伤亡。但後來美國承認有11名美軍士兵出現腦震蕩。
同日，乌克兰国际航空752号班机于德黑兰国际机场起飞后遭伊朗军方因人为失误击落坠毁，造成176人死亡。伊朗方面起初坚称该机因“机械故障”坠毁。
美東時間上午，美國總統特朗普發表全國講話，称美国准备好拥抱和平，沒有美國人在伊朗報復行動中喪生。但將繼續維持對伊朗制裁，並呼籲各國與伊朗達成不同於伊朗核協議的新的協議。

### 后续
苏莱曼尼在伊朗国内被视为烈士，1月6日，伊朗在首都德黑兰为苏莱曼尼举行正式的丧礼上还出现了大批民众呼喊反美口号的场面。
《纽约时报》称“美国上一次在外国杀死主要军事领导人”是第二次世界大战期间的“复仇行动”，该报将两次行动做了比较，在复仇行动中美军击毙了日本海军联合舰队司令长官、海军大将山本五十六。
1月9日 凌晨，又有两枚喀秋莎火箭炮射进巴格达绿区，落在美国大使馆附近，但未造成人員傷亡。美国国会众议院通过一项决议，限制总统对伊朗动武的权力。
1月10日，美国国务卿蓬佩奥和美国财政部长史蒂芬·姆努钦在白宫举行记者会，宣布对伊朗追加新的制裁措施，包括对8名伊朗高级官员以及伊朗17家钢铁和铜铝制品公司進行制裁。
1月12日，伊拉克萨拉赫丁省驻有美军的拜莱德空军基地遭到火箭弹袭击，造成4名伊拉克空军人员受伤。1月20日，伊拉克首都巴格达绿区遭到攻击，3枚火箭落在美国大使馆附近，未有人員伤亡報告。1月24日，美國國防部表示，在伊朗针对驻有美军的伊拉克军事基地的袭击中，有34名美军被诊断出患有脑震荡和创伤性脑损伤。1月26日，美国驻伊拉克大使馆遭至少三枚火箭炮袭击，至少三名大使馆职员受伤。
2月13日，美国参议院通过了一项决议，阻止美國总统特朗普未经国会授权对伊朗动用武力。
2月16日凌晨，美国驻伊拉克大使馆遭多枚火箭弹袭击。
2021年1月1日，伊朗舉辦悼念蘇萊曼尼逝世一週年活動。

## 反应

### 支持
- 美国：美國总统唐納·川普表示，“行动是为了阻止战争而非挑起战事”[55]。特朗普對蘇萊曼尼之死表示祝贺，他说苏莱曼尼需要為数以千計美国人、伊拉克人和伊朗人的死亡负责[56]。
- 以色列：以色列總理班傑明·納坦雅胡讚揚這次空襲，並稱川普的行動「迅速、有力和果斷」。他肯定了以色列與美國的聯盟，並表示「以色列在爭取和平、安全和自衛的正義鬥爭中與美國站在一起」。[57][58][59] 以色列將於1月5日召開安全內閣會議，討論因殺戮而增加的威脅。他們警告哈馬斯和加薩走廊的其他組織不要回應。[60] 以色列國防軍發言人表示，「以色列軍隊沒有參與此次行動，此次行動為美國主導」。[61]

### 反对

#### 美國国内
美国众议院议长南希·佩洛西表示，美国总统特朗普没有得到向伊朗发动战争的国会授权，且美国杀死伊朗将军蘇萊曼尼存在“危险升级”的风险。2020年1月4日下午，美国70多个城市包括华盛顿特区、纽约等，举行了示威游行活动，抗议特朗普政府對巴格达国际机场的空袭，使美伊紧张关系升级。此外，本事件更凸顯出川普在被彈劾下的作為。

#### 国际社会
- 伊朗：2020年6月29日，伊朗德黑兰市检察长要求国际刑警组织逮捕包括美國總統特朗普在內的涉嫌参与暗杀卡西姆·苏莱曼尼的36名美国官员[65]。但国际刑警组织表示不考虑此类请求[66]。
- 巴基斯坦：2020年1月5日，数千人在巴基斯坦最大城市卡拉奇集会，试图前往美国领事馆谴责美方空襲舉動，并与警察发生冲突[67]。
- 中华人民共和国：2020年1月6日，中华人民共和国外交部举行例行记者会，发言人耿爽表示，中方对当前中东事态高度关切，并敦促美方不要滥用武力，呼吁有关各方保持克制，各方应切实遵守《联合国宪章》宗旨和原则以及国际关系基本准则。[68]中国使馆提醒在美中国公民注意安全[69]。
- 马来西亚：2020年1月7日，首相马哈迪·莫哈末表示美国刺杀苏莱曼尼是不道德的，所有穆斯林国家应团结起来以保护自己免受外部威胁。马哈迪指出，美国对苏莱曼尼发动无人机袭击不仅违反国际法，而且是不道德的。他还强调，美国的这一行为可能导致恐怖主义升级[70]。
- 聯合國：2020年7月6日，聯合國人權調查專員表示，美國暗殺蘇萊曼尼違反國際法。联合国任意处决和法外处决问题特别报告员表示美國此舉违反了《联合国宪章》[71][72]。